# NGC 2357
NGC 2357 je galaksija u zviježđu Blizancima.

## Vanjske poveznice
- SEDS: NGC 2357